# Biserica romano-catolică din Vețca
Biserica romano-catolică din Vețca este un monument istoric aflat pe teritoriul satului Vețca, comuna Vețca. În Repertoriul Arheologic Național, monumentul apare cu codul 120183.02.

## Localitatea
Vețca (în maghiară Székelyvécke, în germană Vitzka) este satul de reședință al comunei cu același nume din județul Mureș, Transilvania, România. Prima atestare documentară este din anul 1302, sub numele de Veckefő.

## Biserica
După Reforma protestantă satul a devenit unitarian. În 1700 franciscanii au înființat o misiune în localitate și mulți localnici au revenit la catolicism. Biserica medievală era amplasată pe locul cimitirului la începutul secolului al XVI-lea. În 1790-92, vechea biserică a fost demolată și a fost construită cea actuală, în interiorul satului. Din 1720 a existat și o școală catolică, care a fost naționalizată în 1948.

## Imagini din exterior

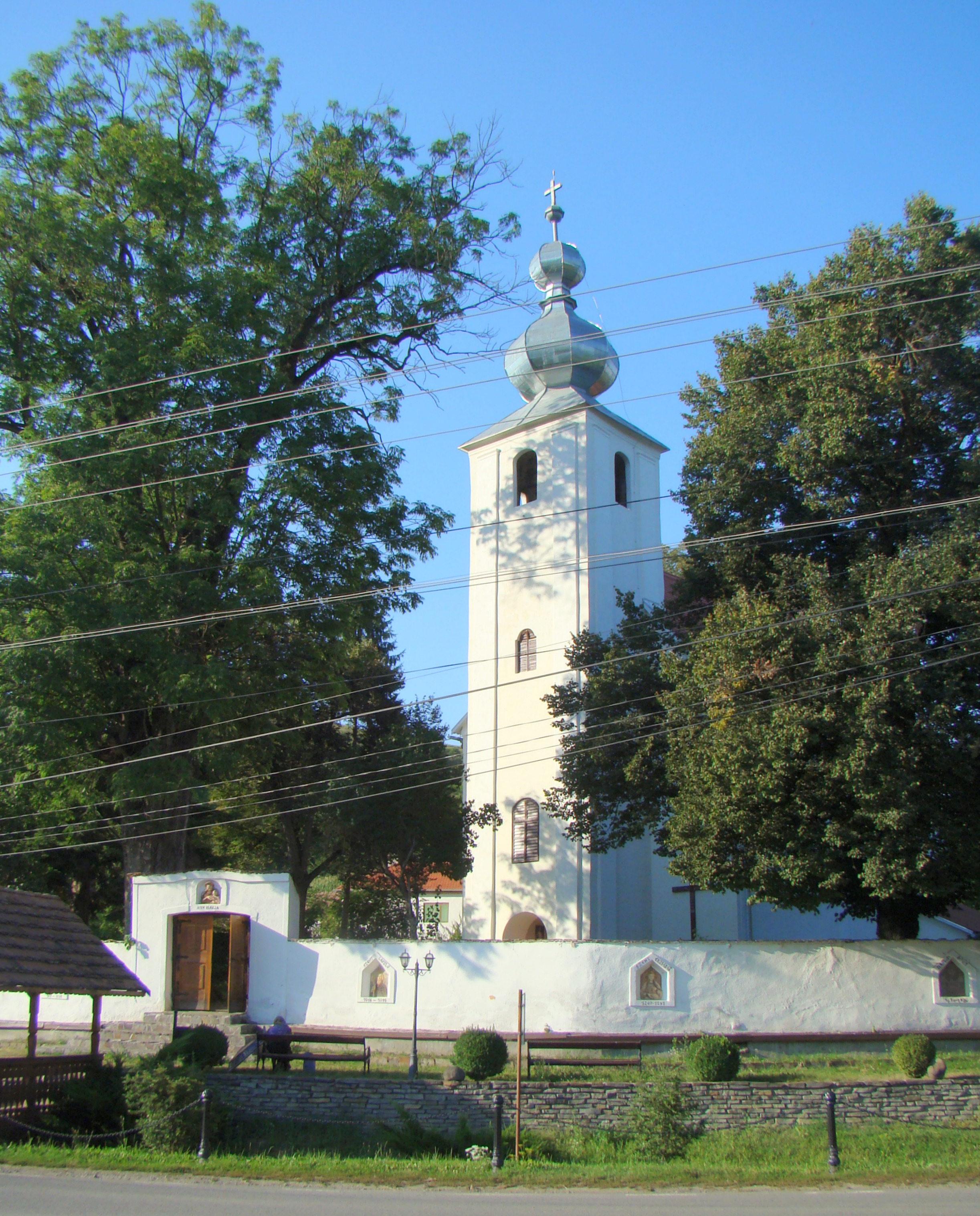
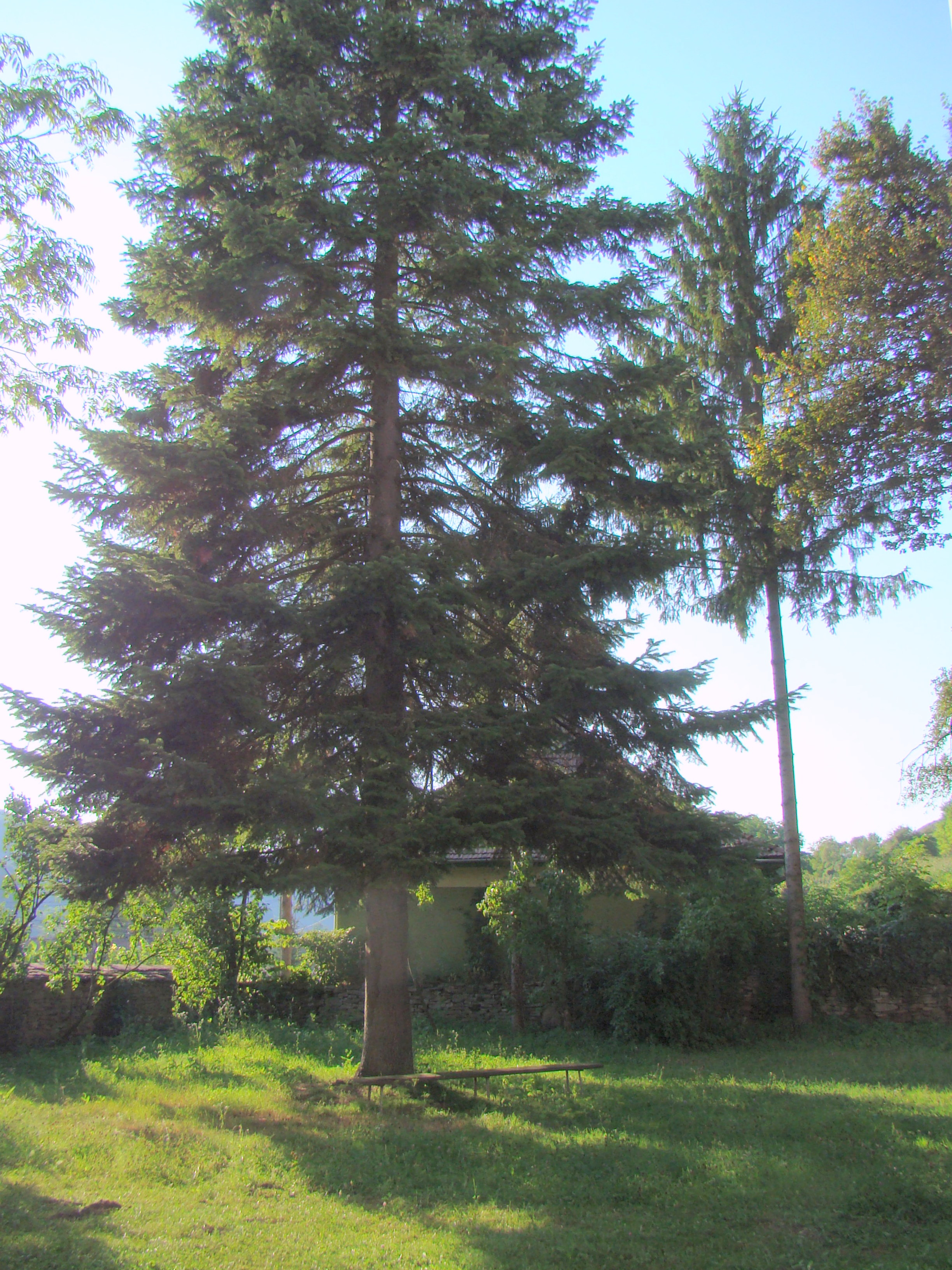
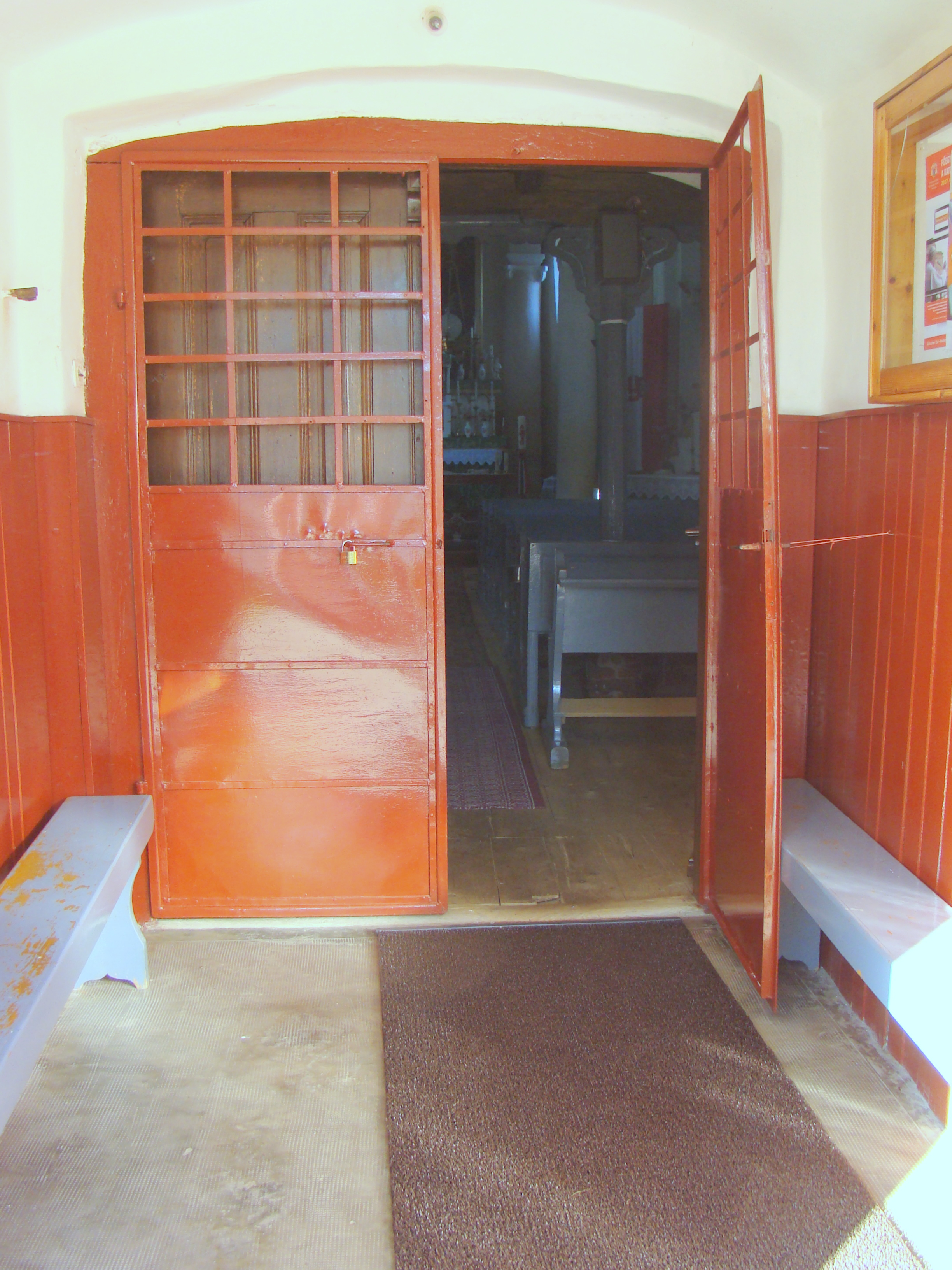
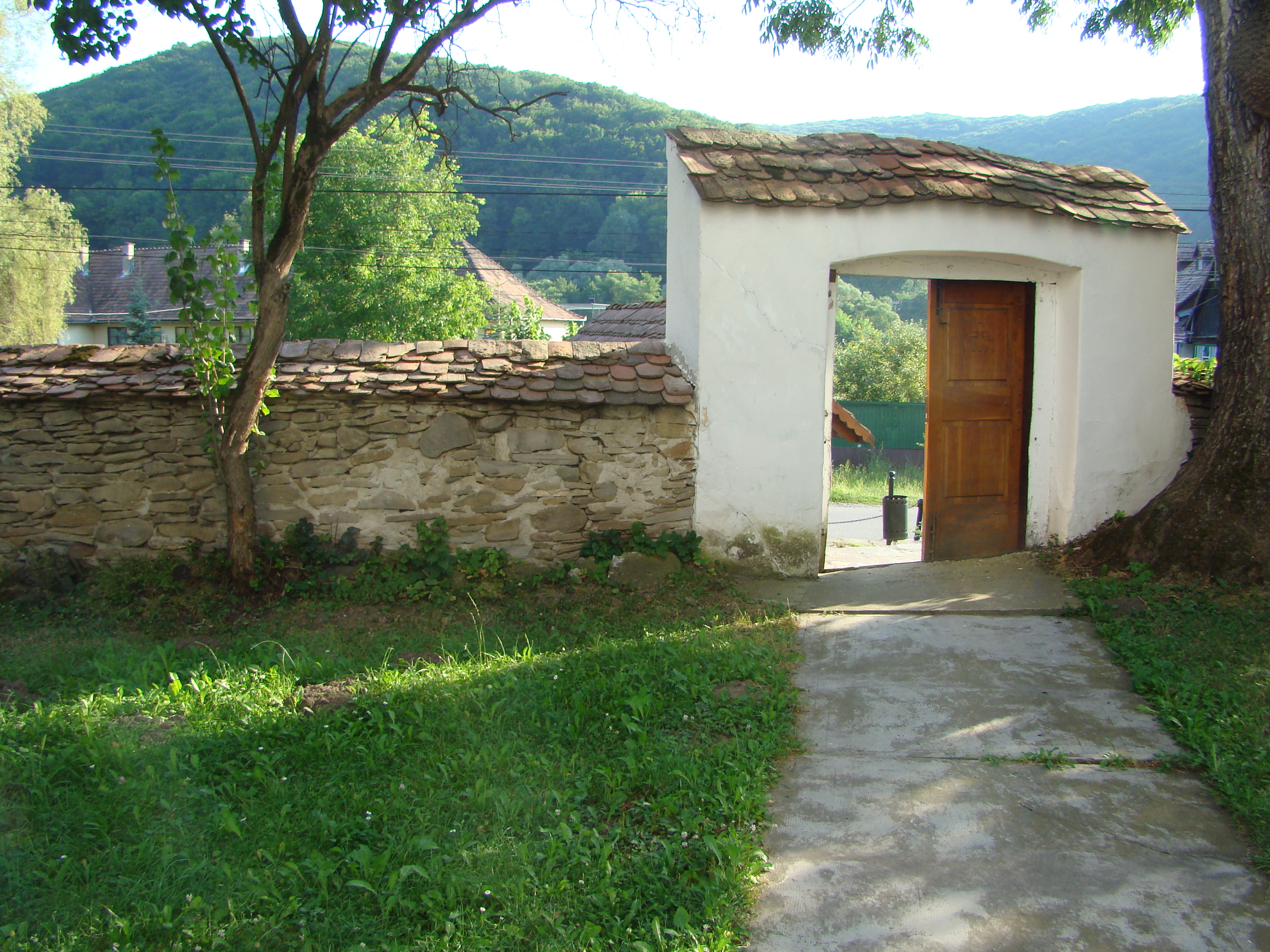
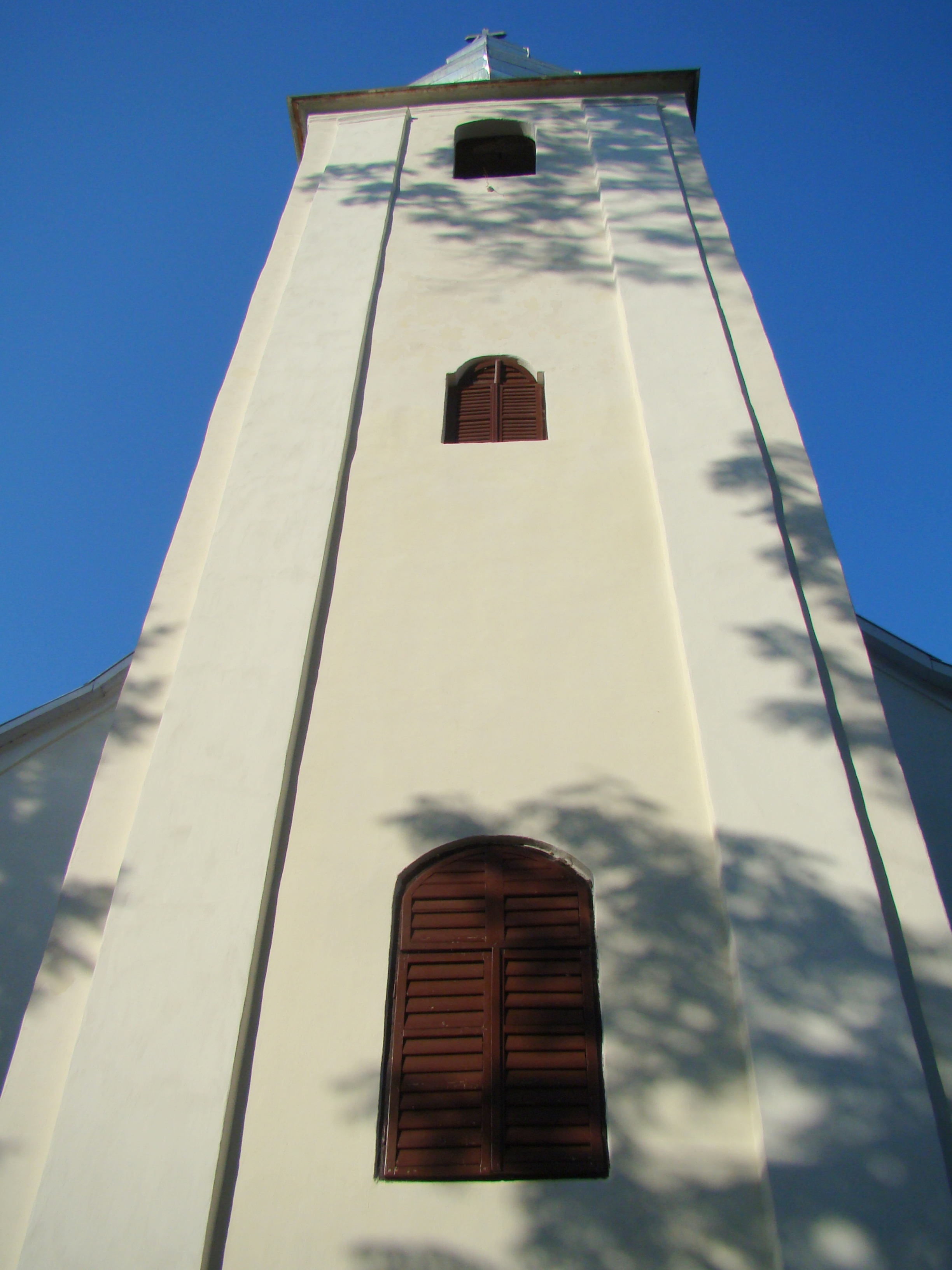
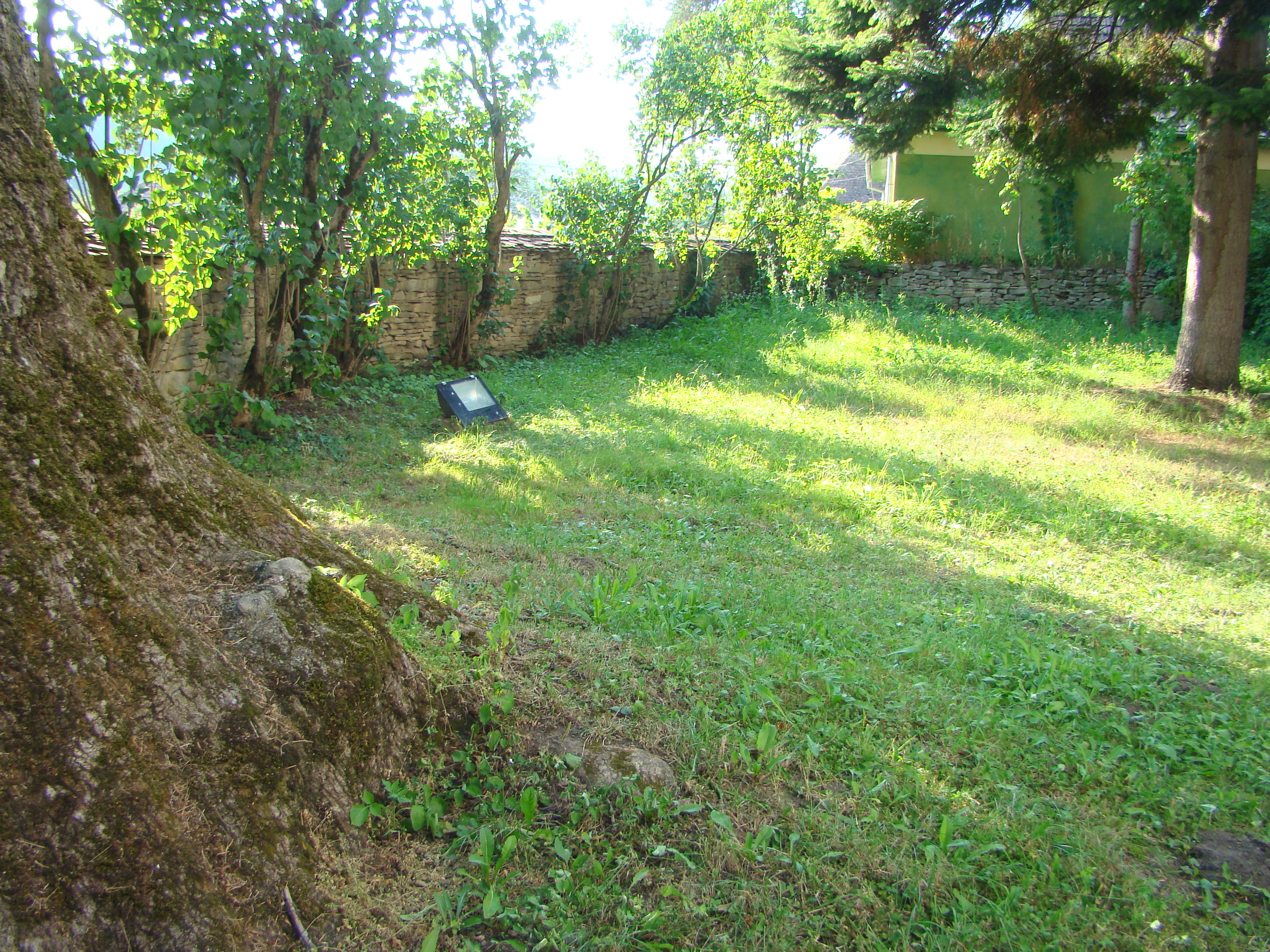
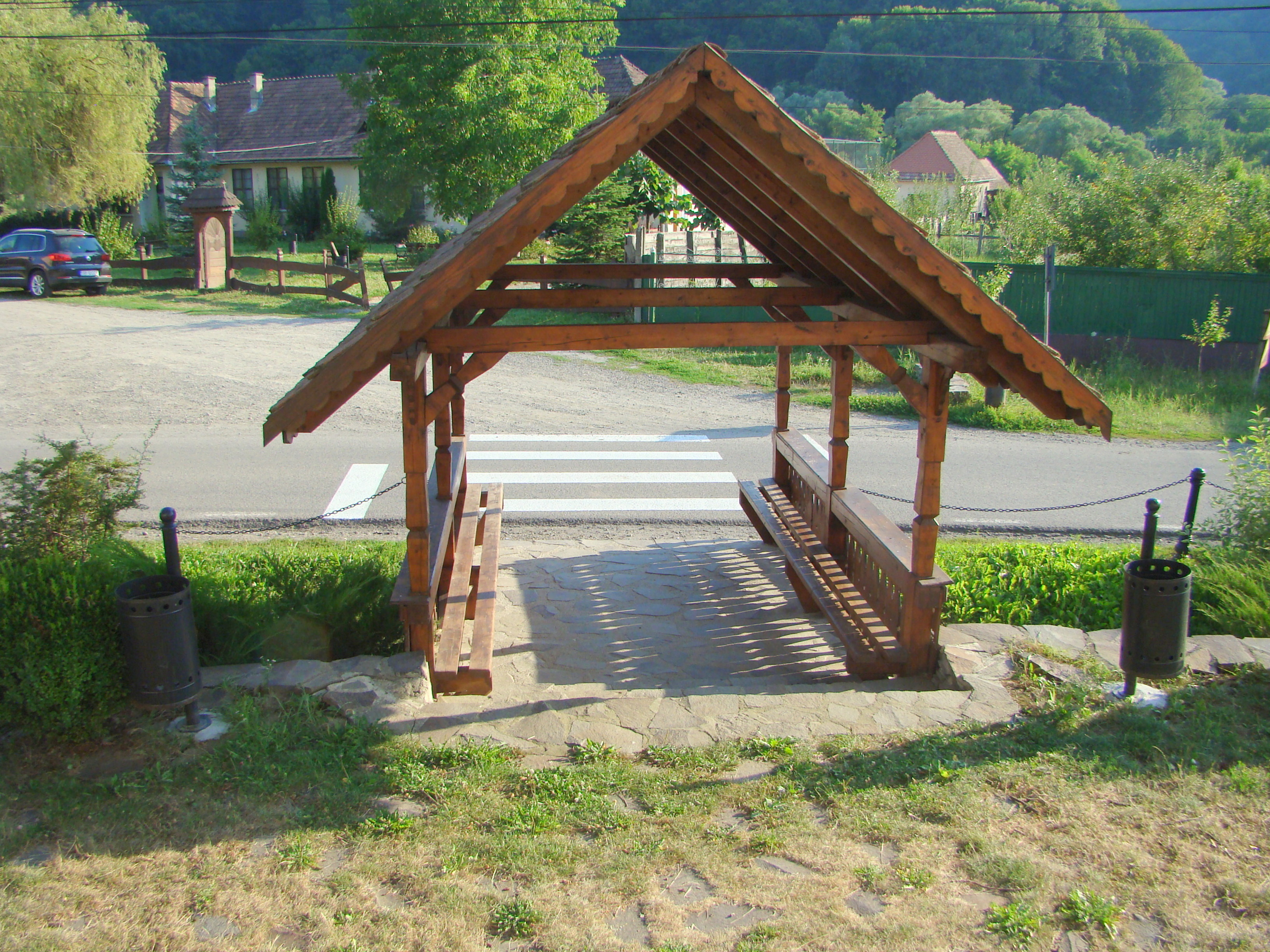
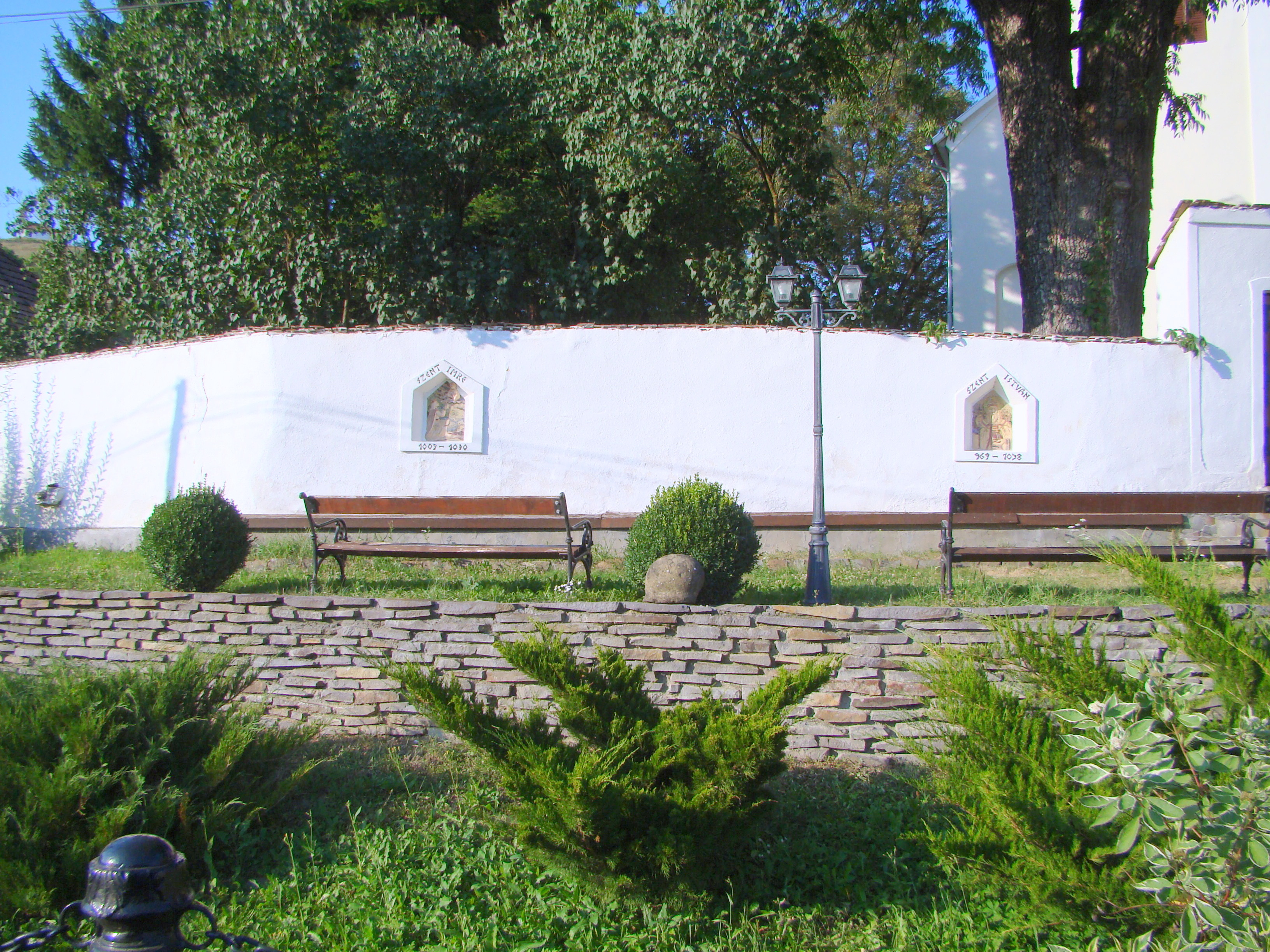
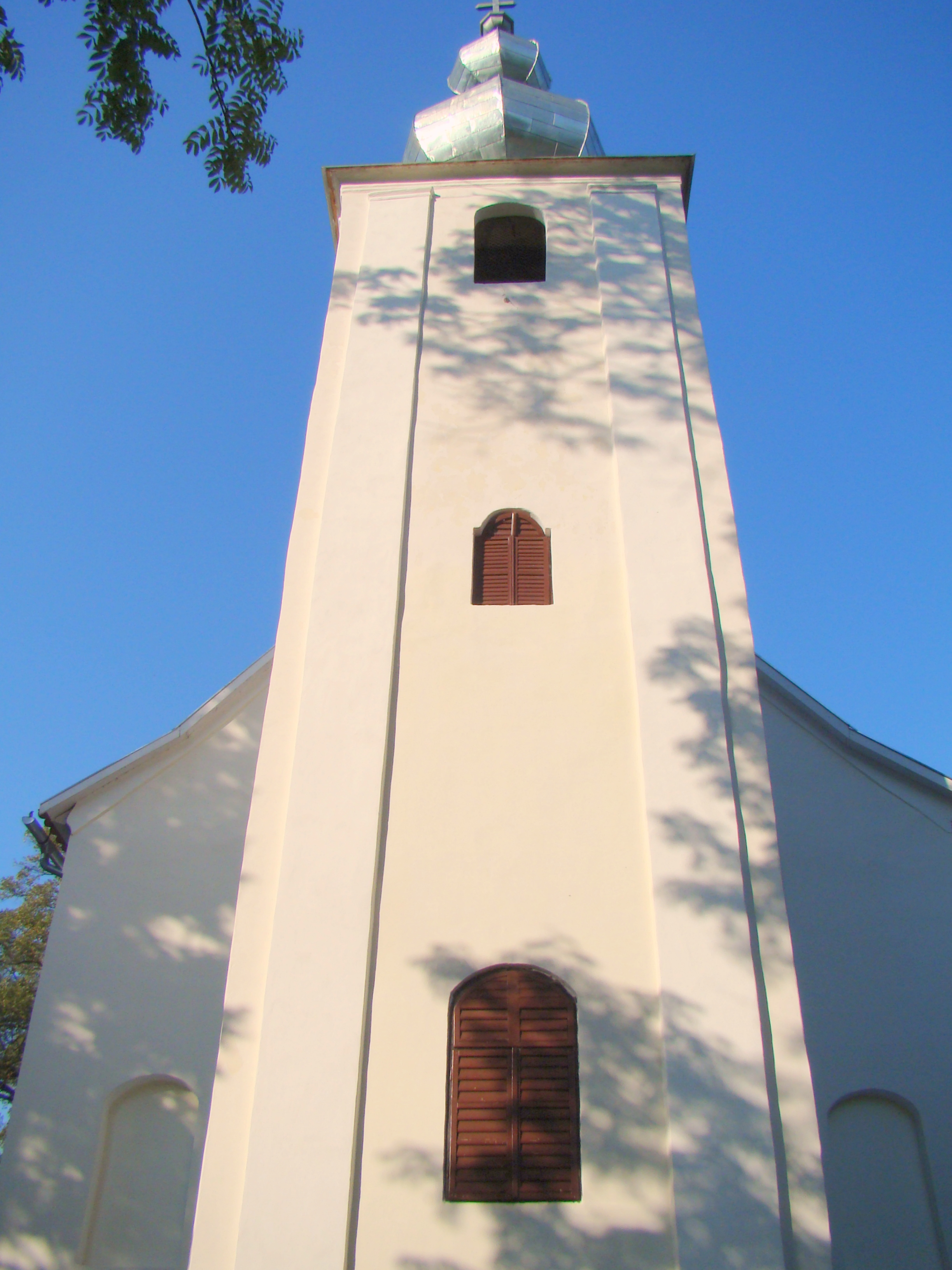
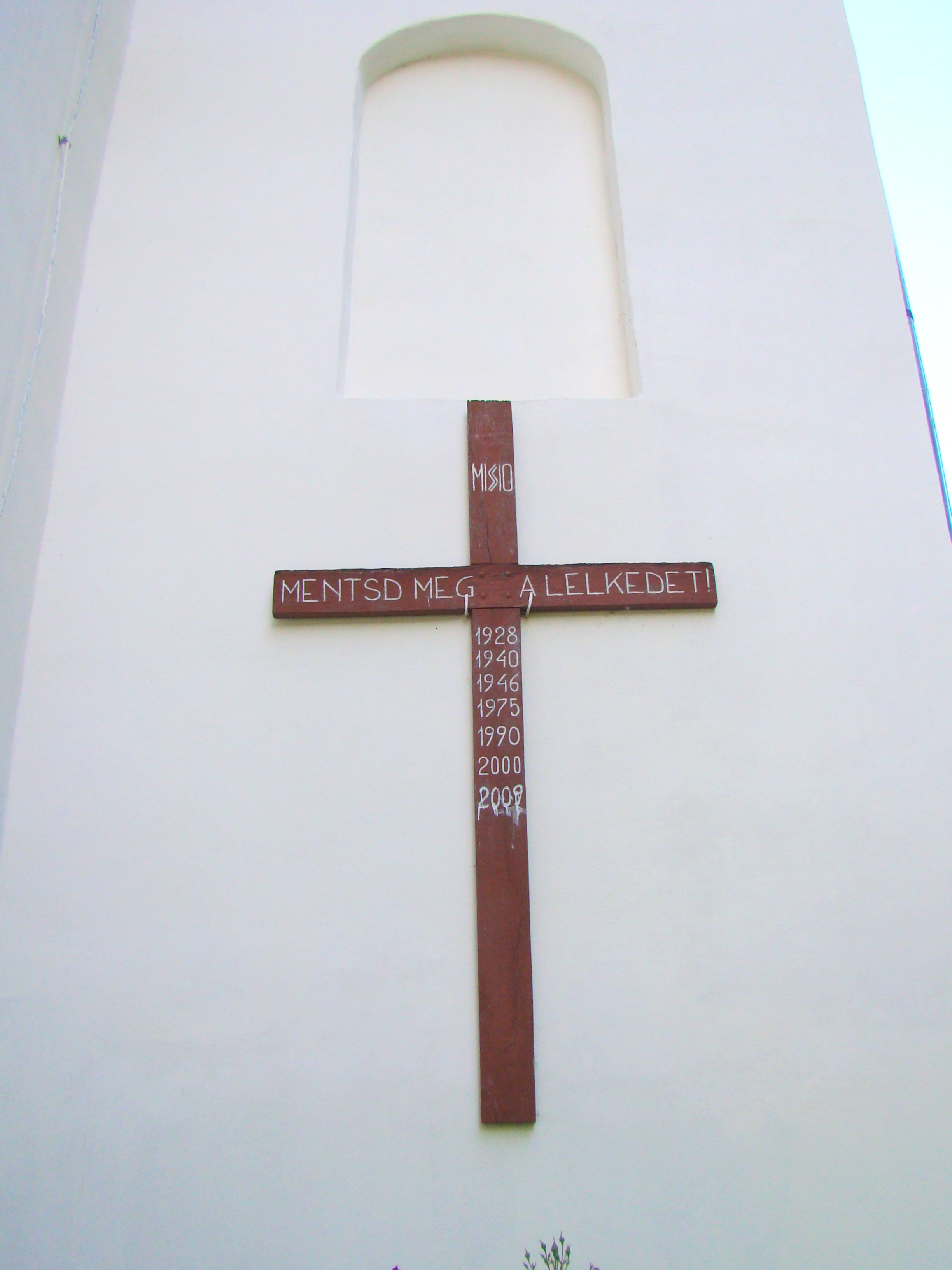
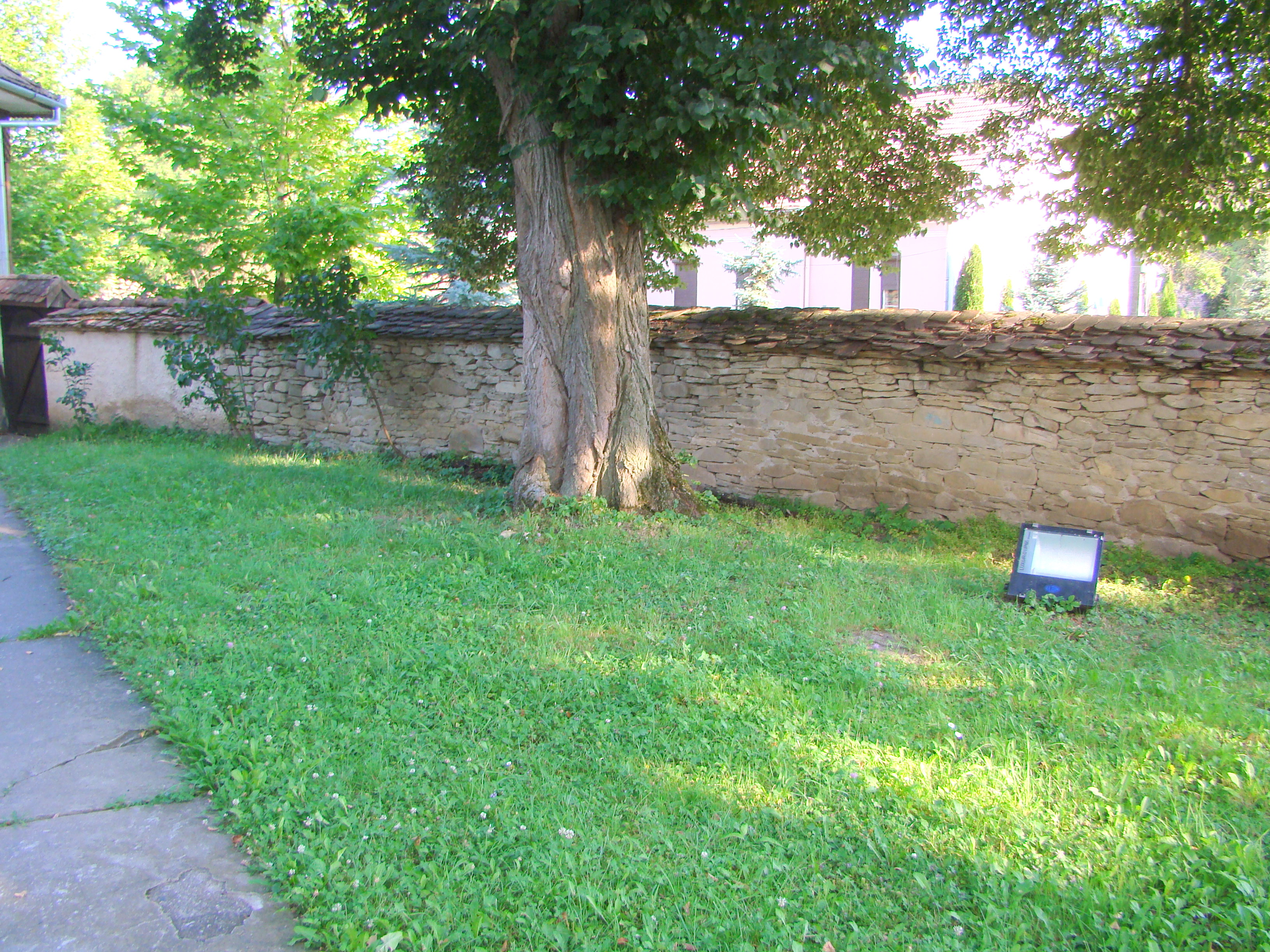
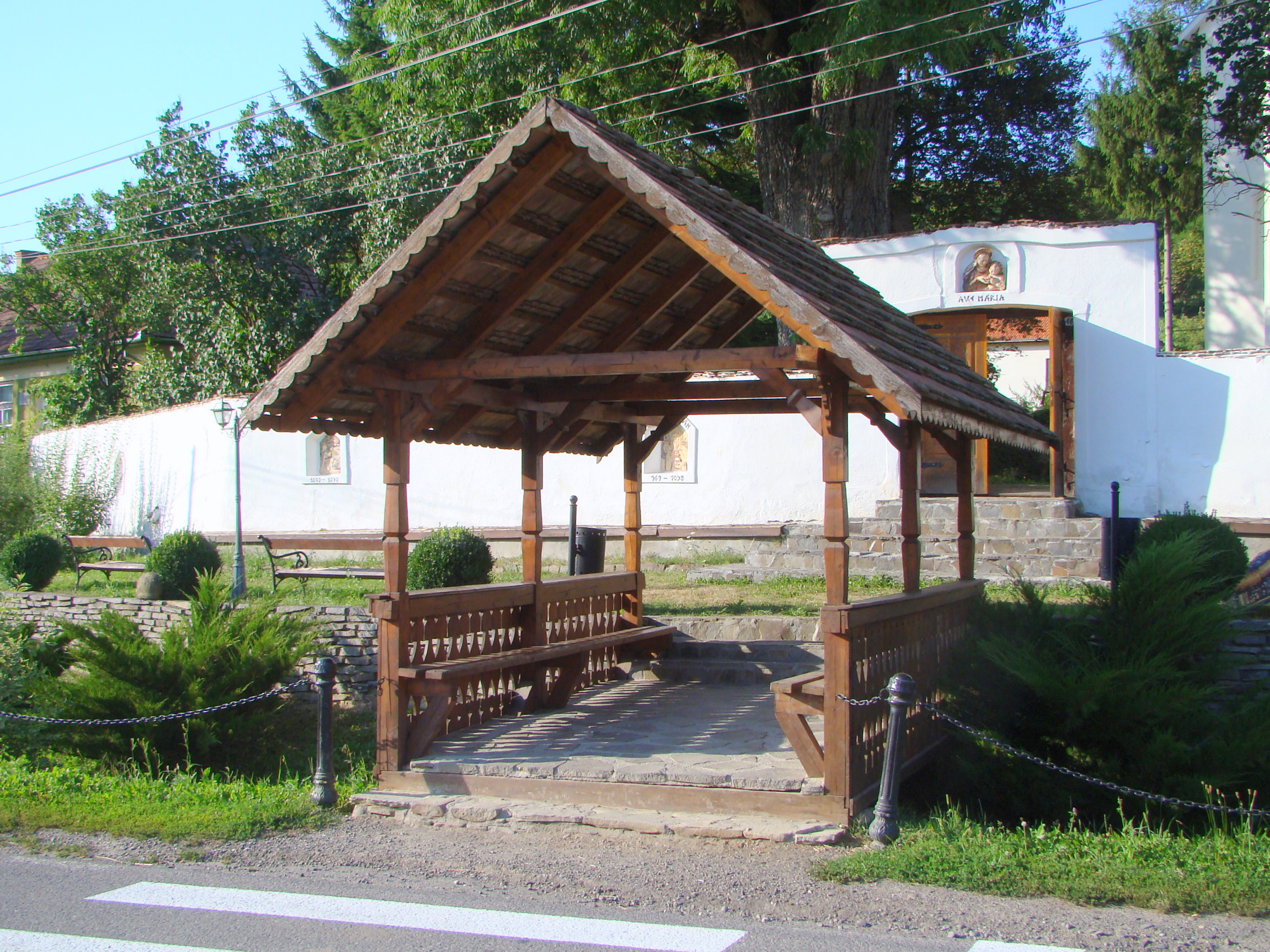
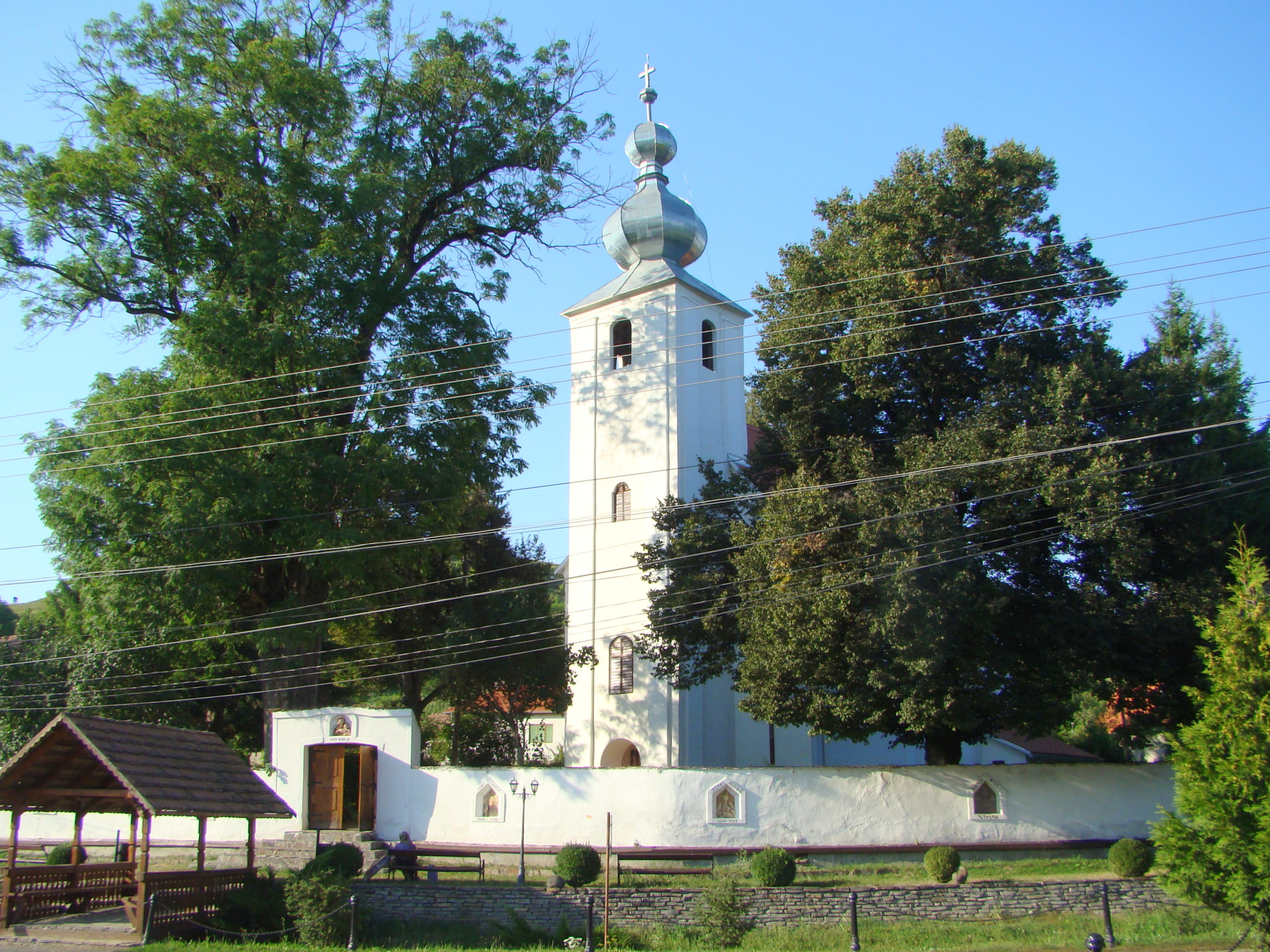

## Imagini din interior

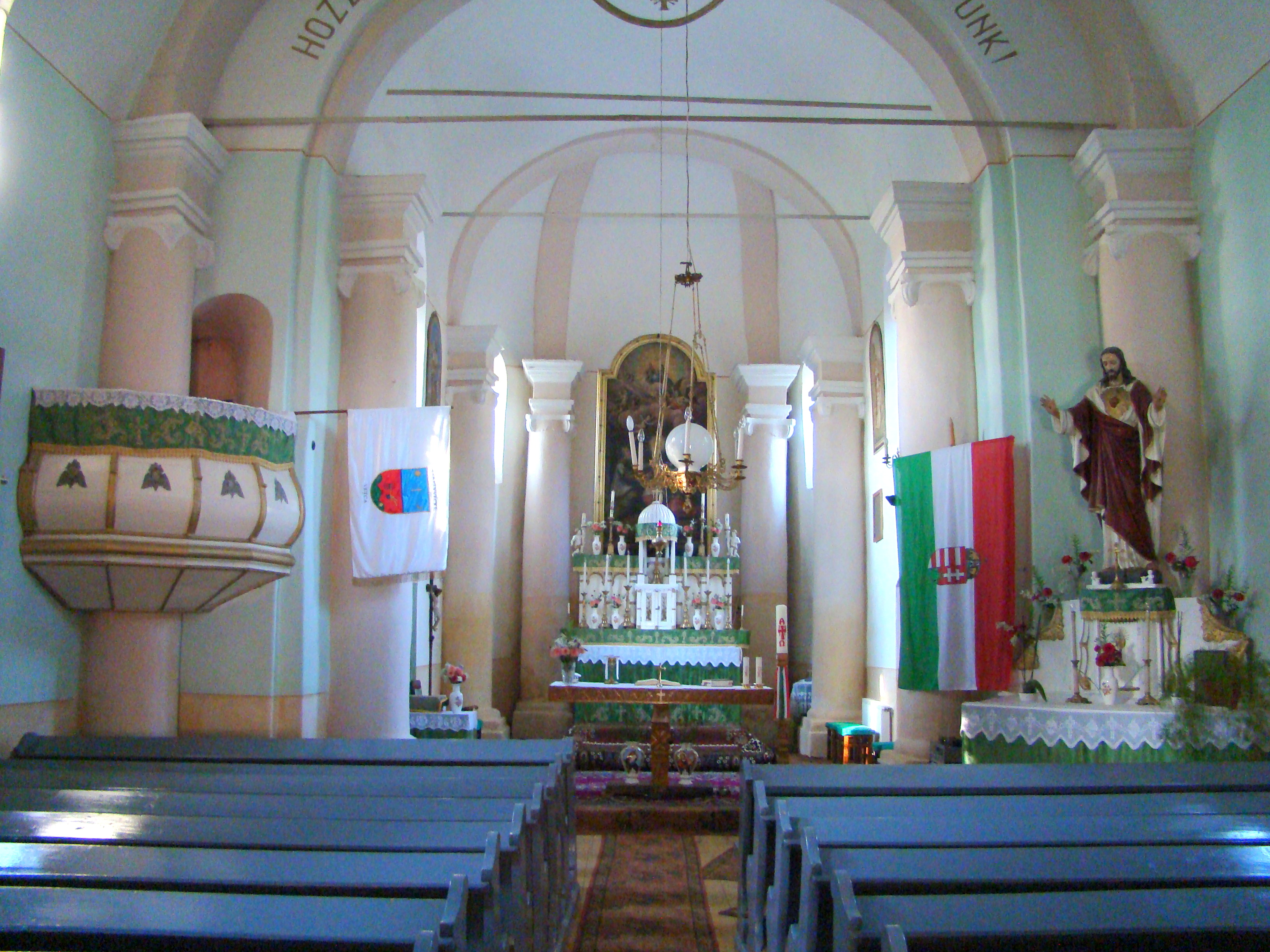
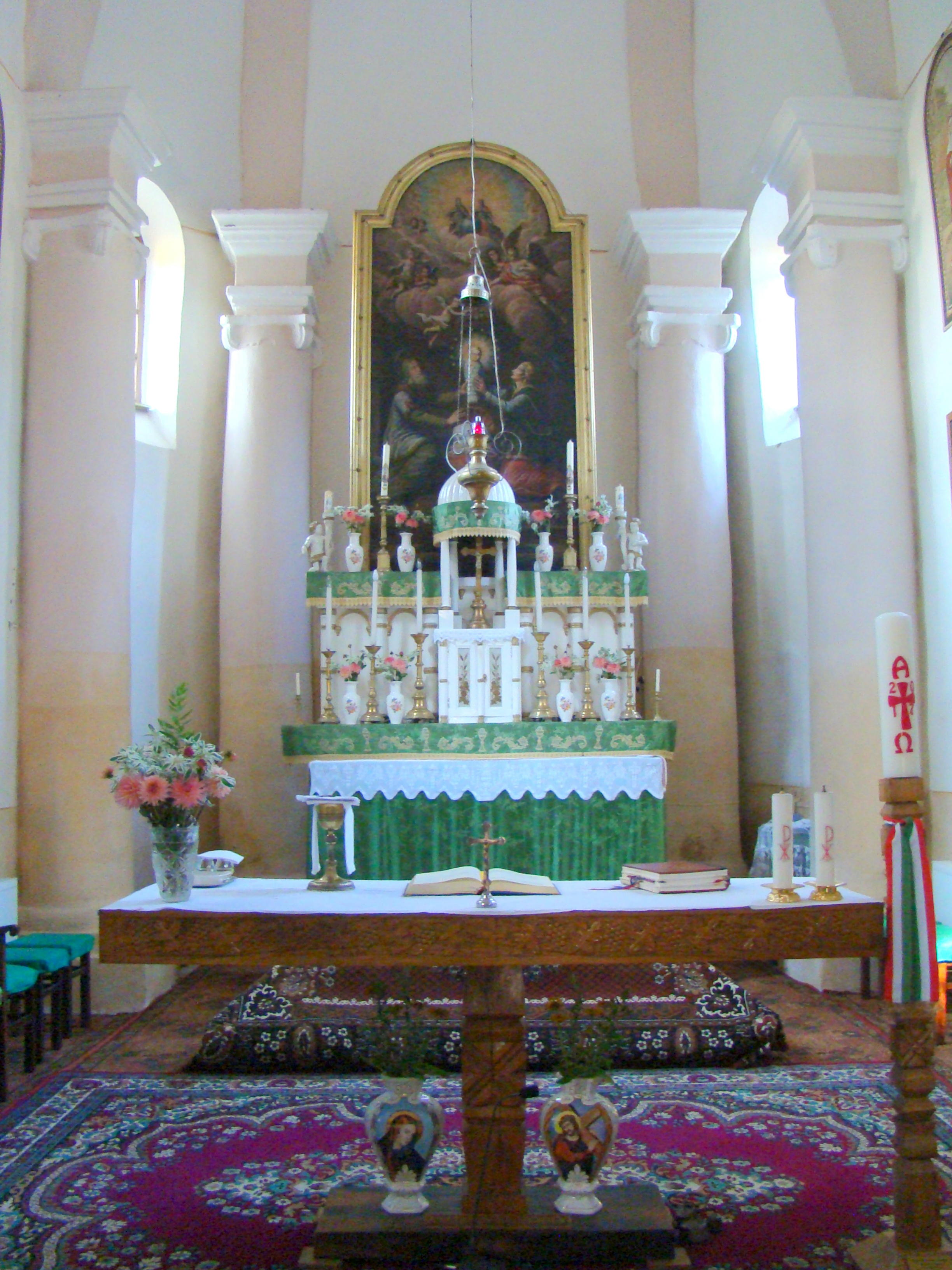
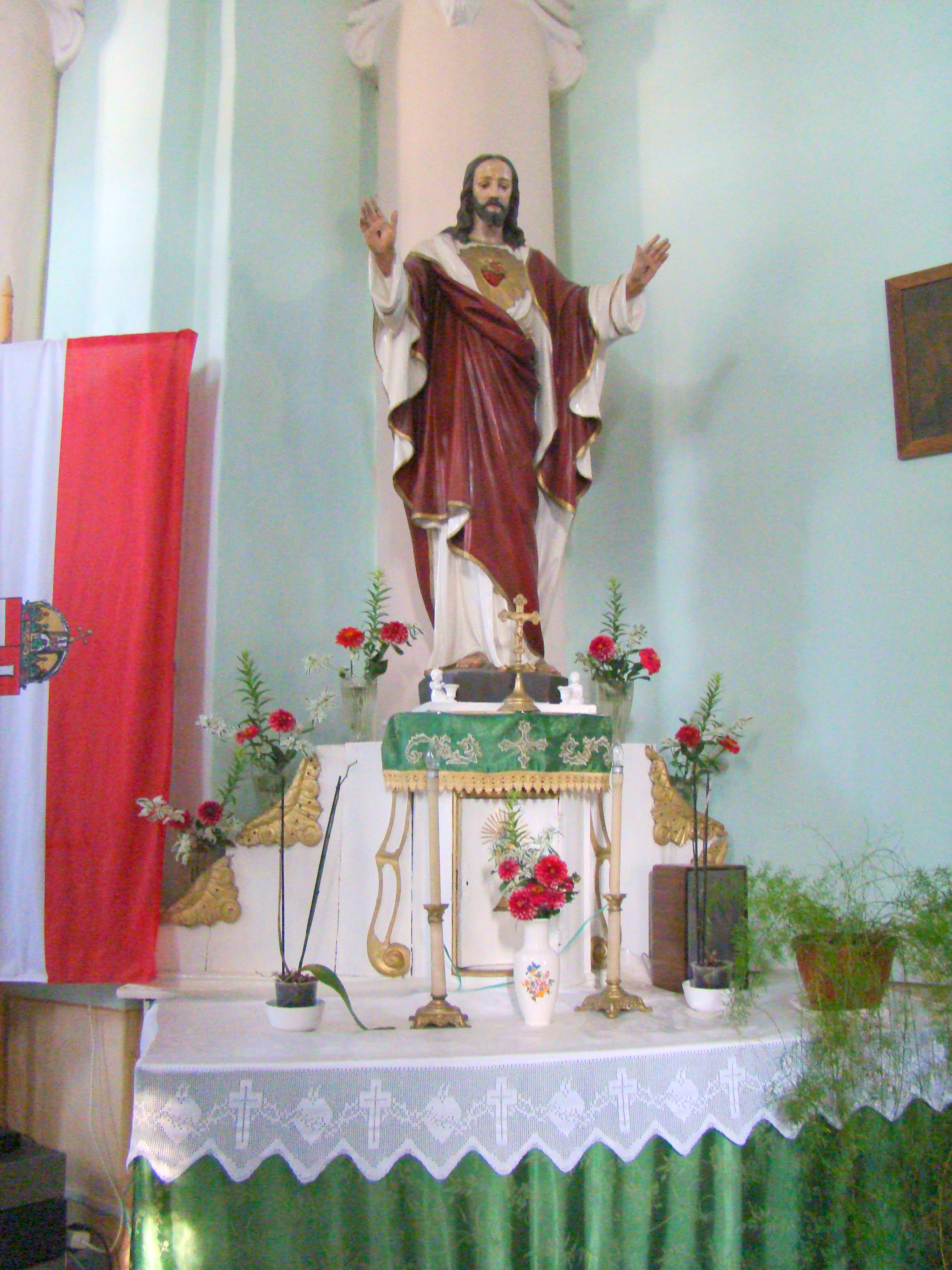
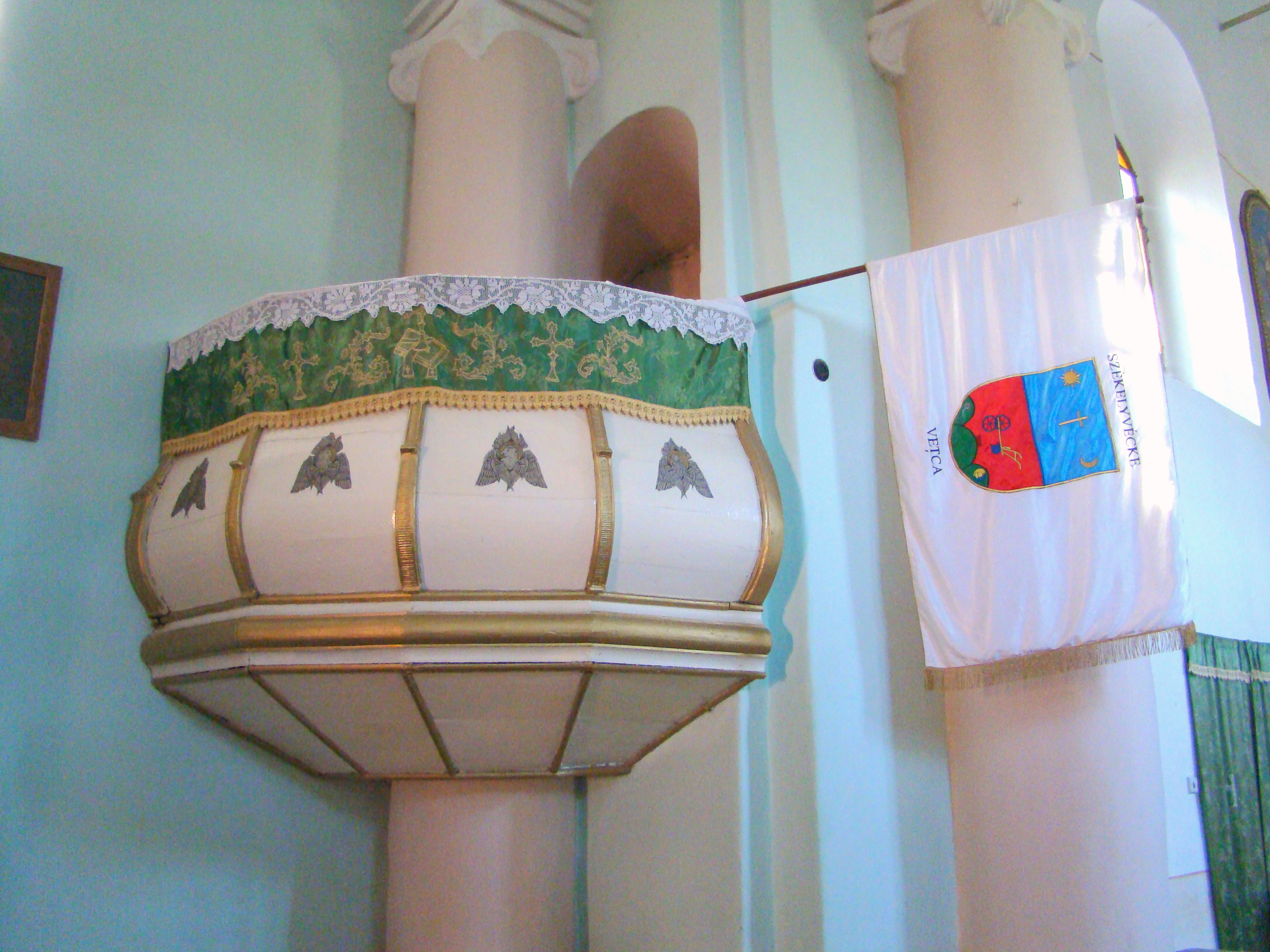
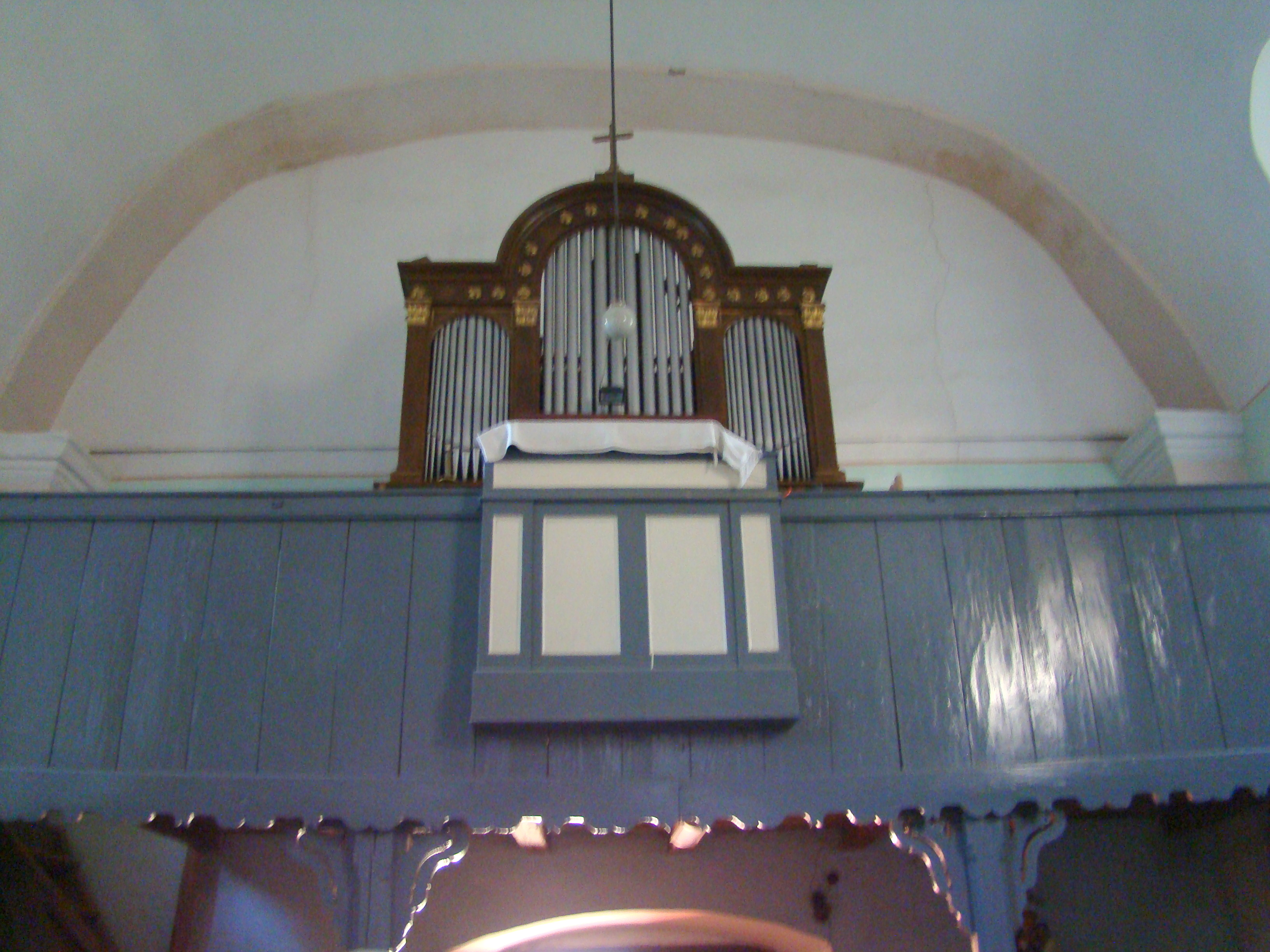
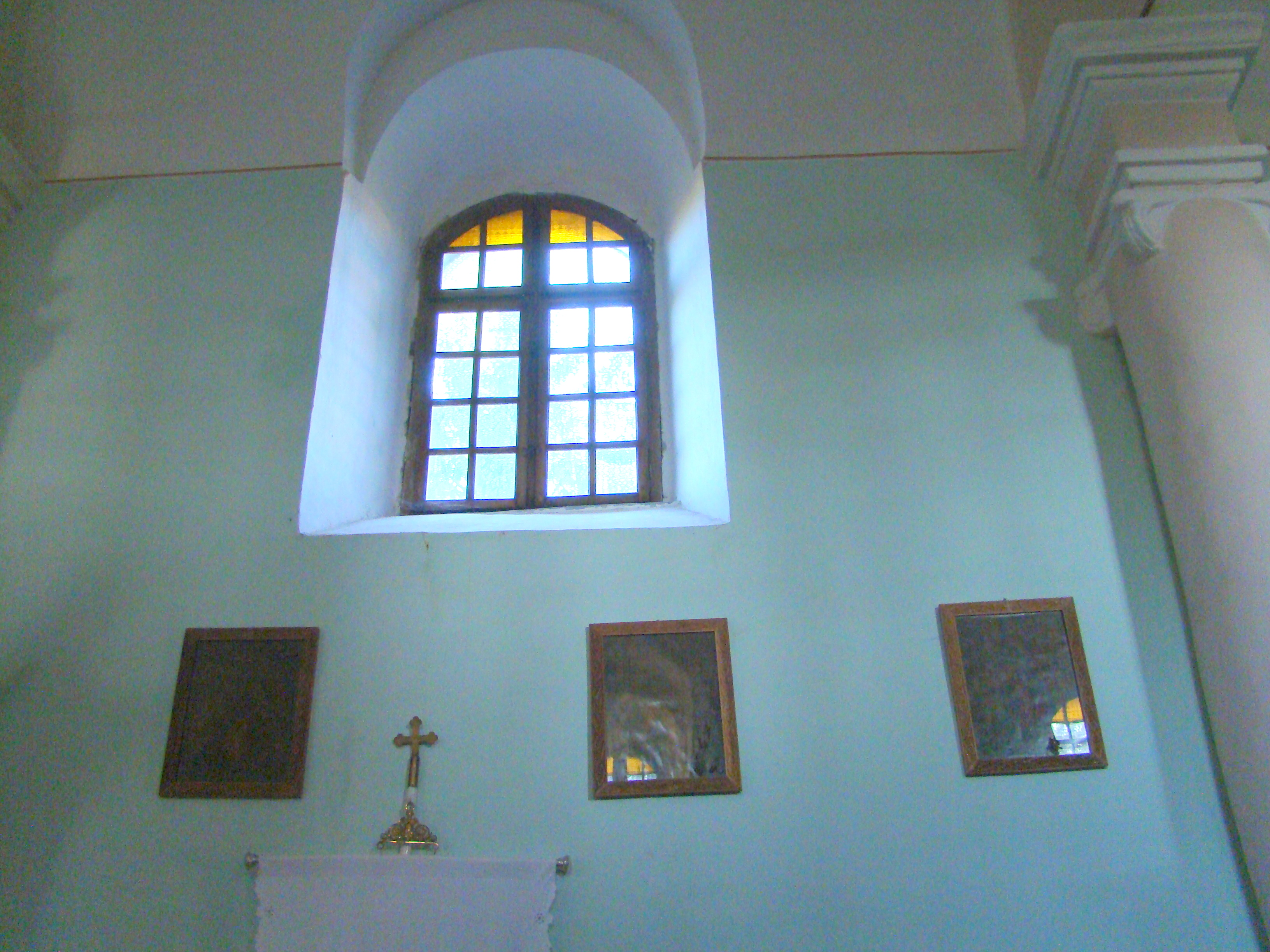
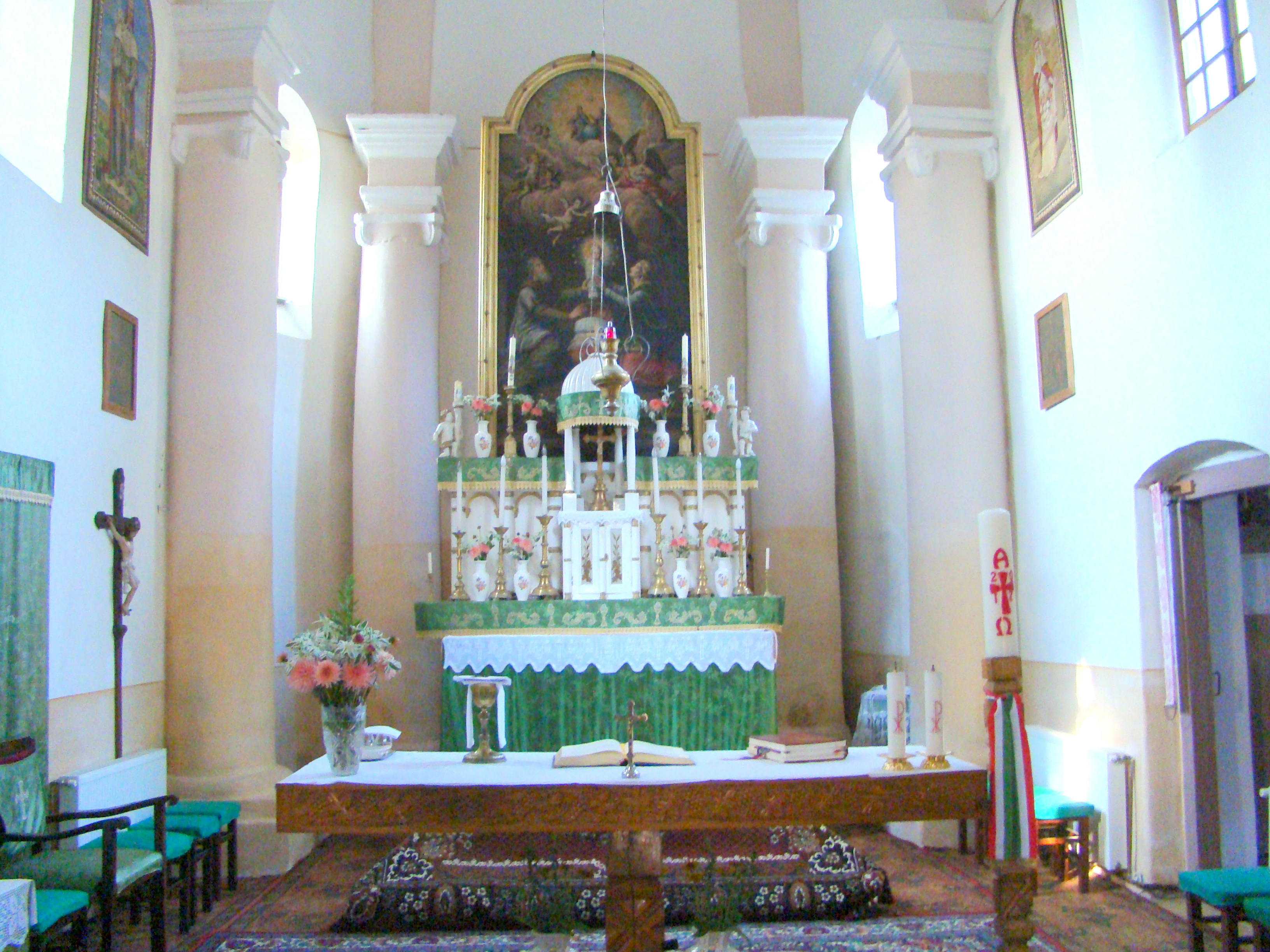
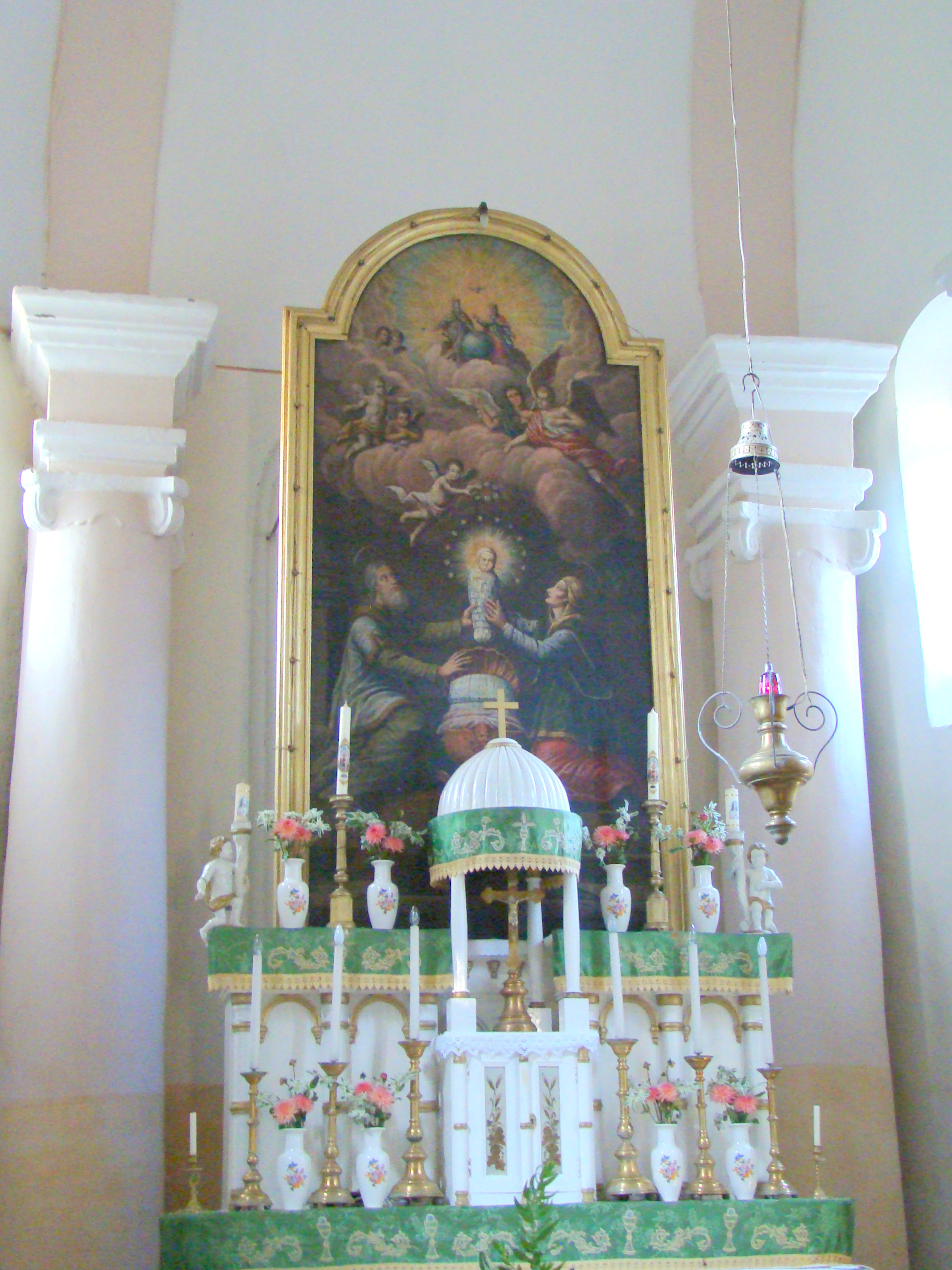
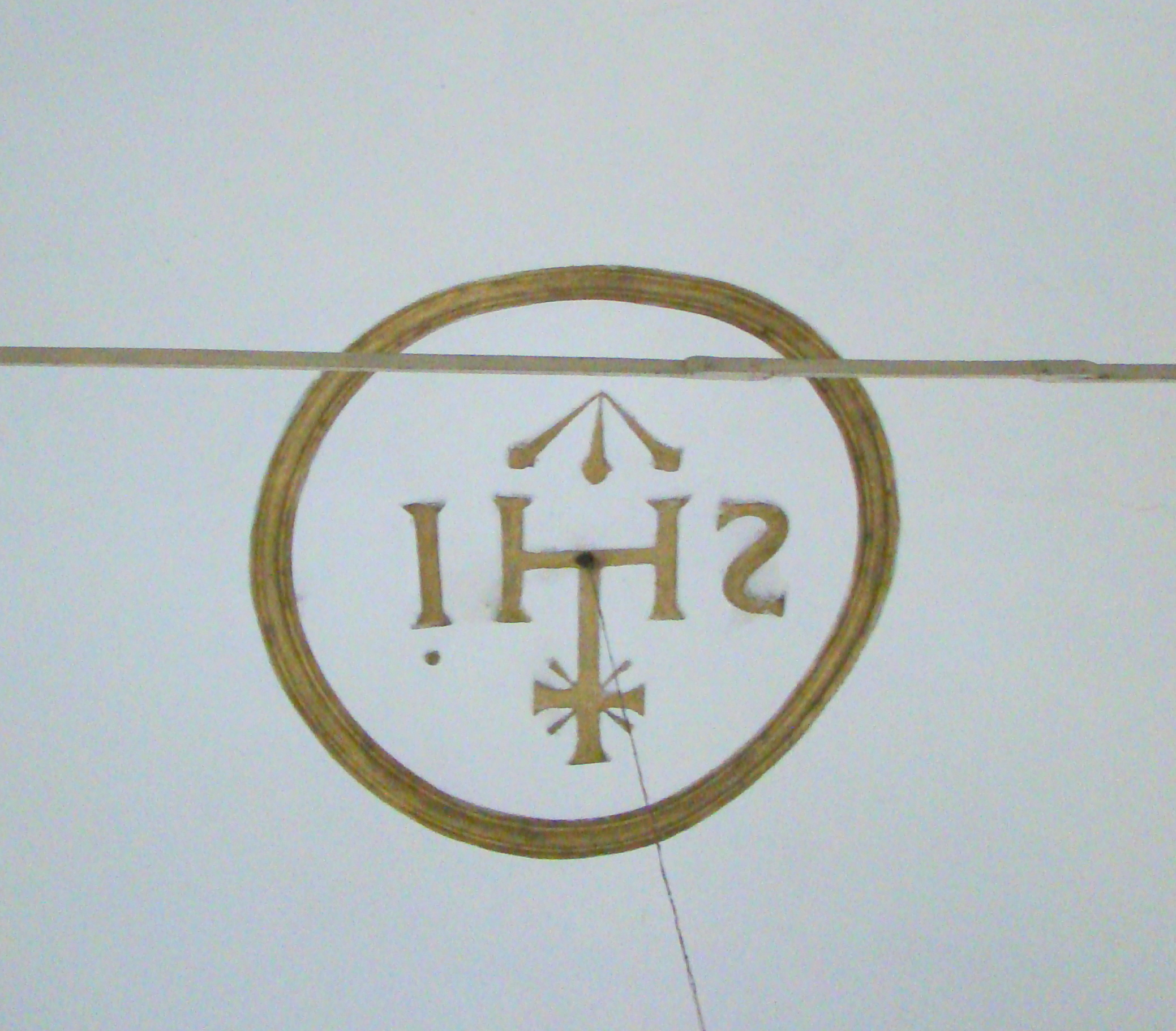
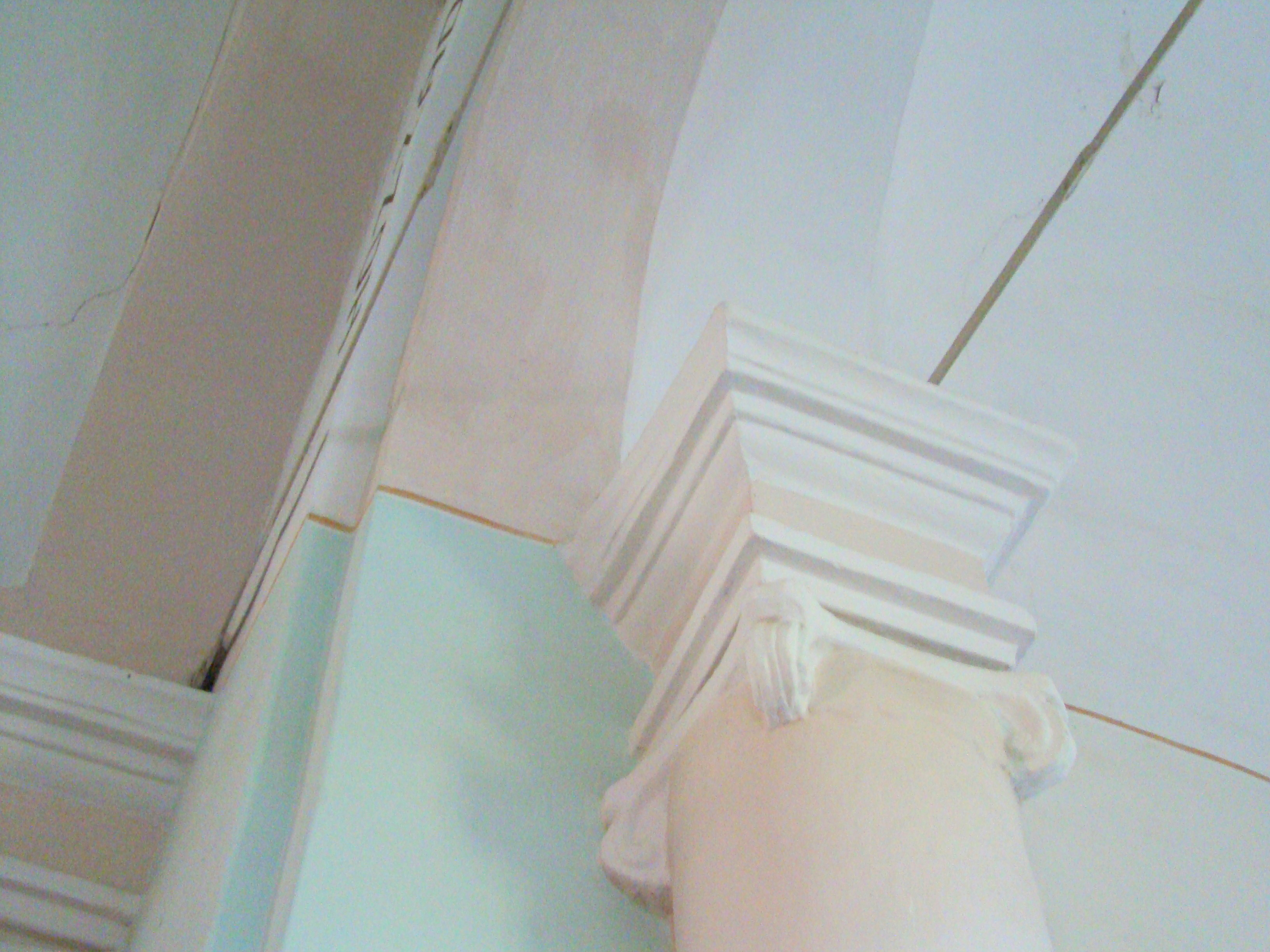
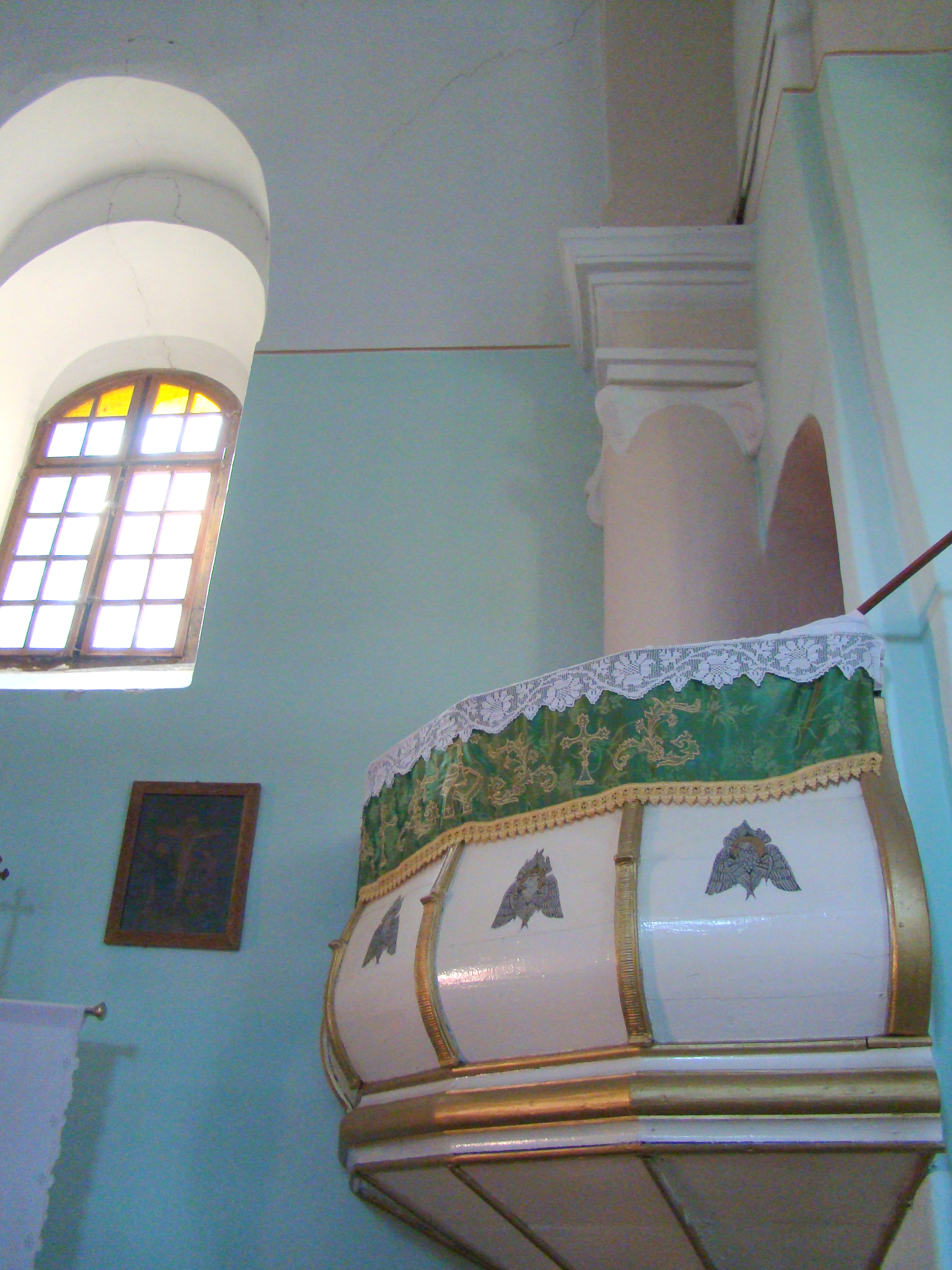
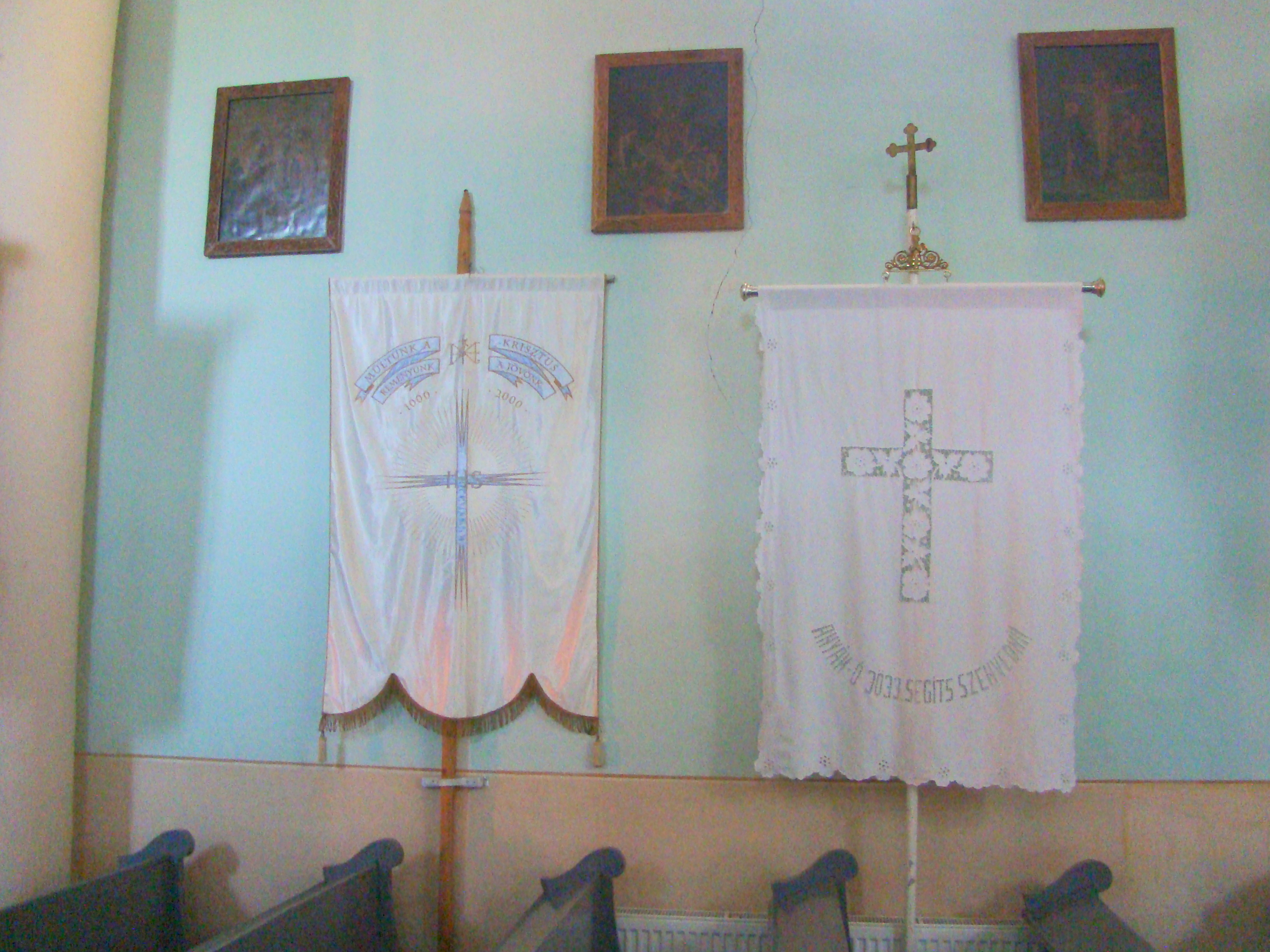
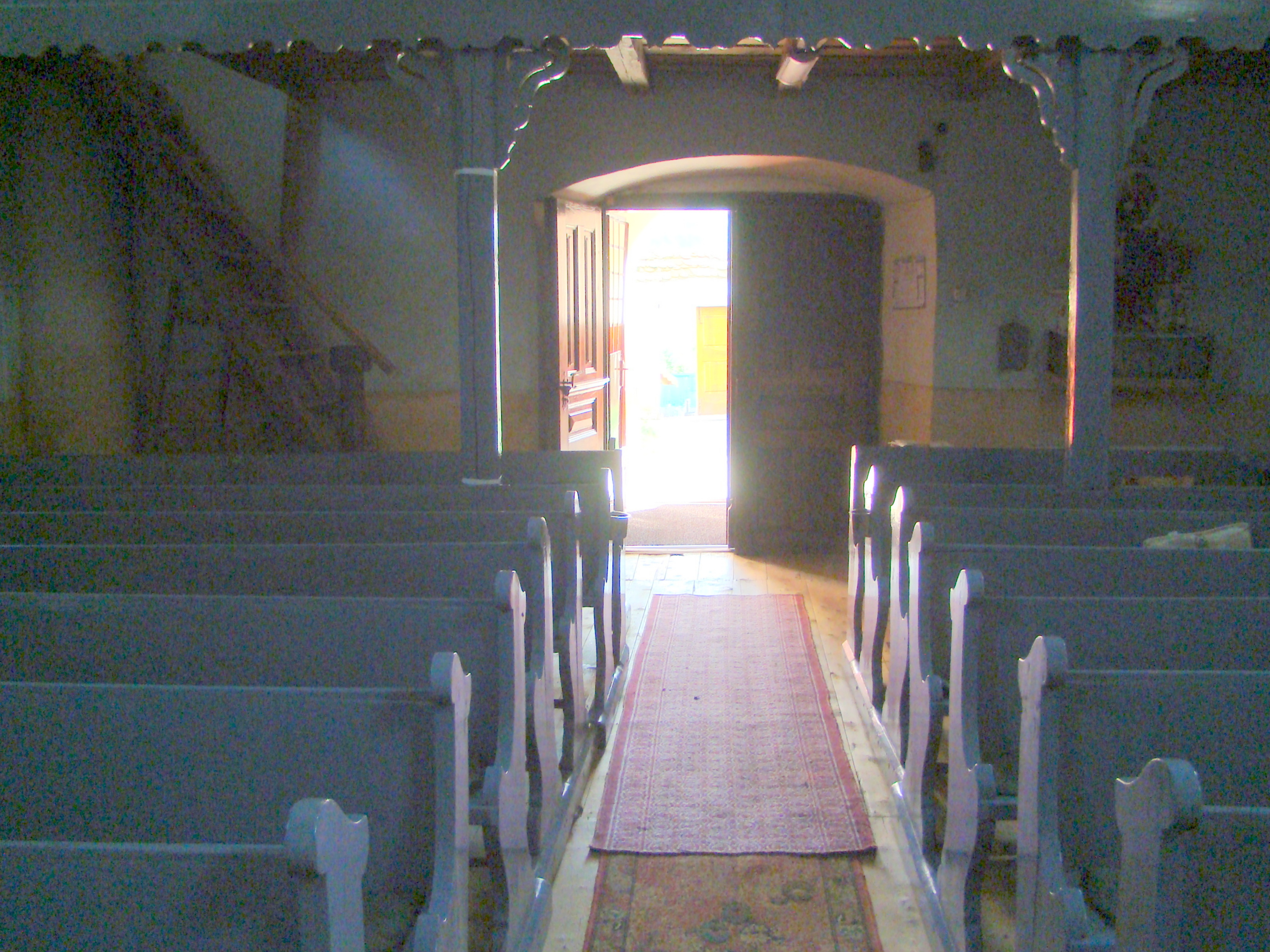
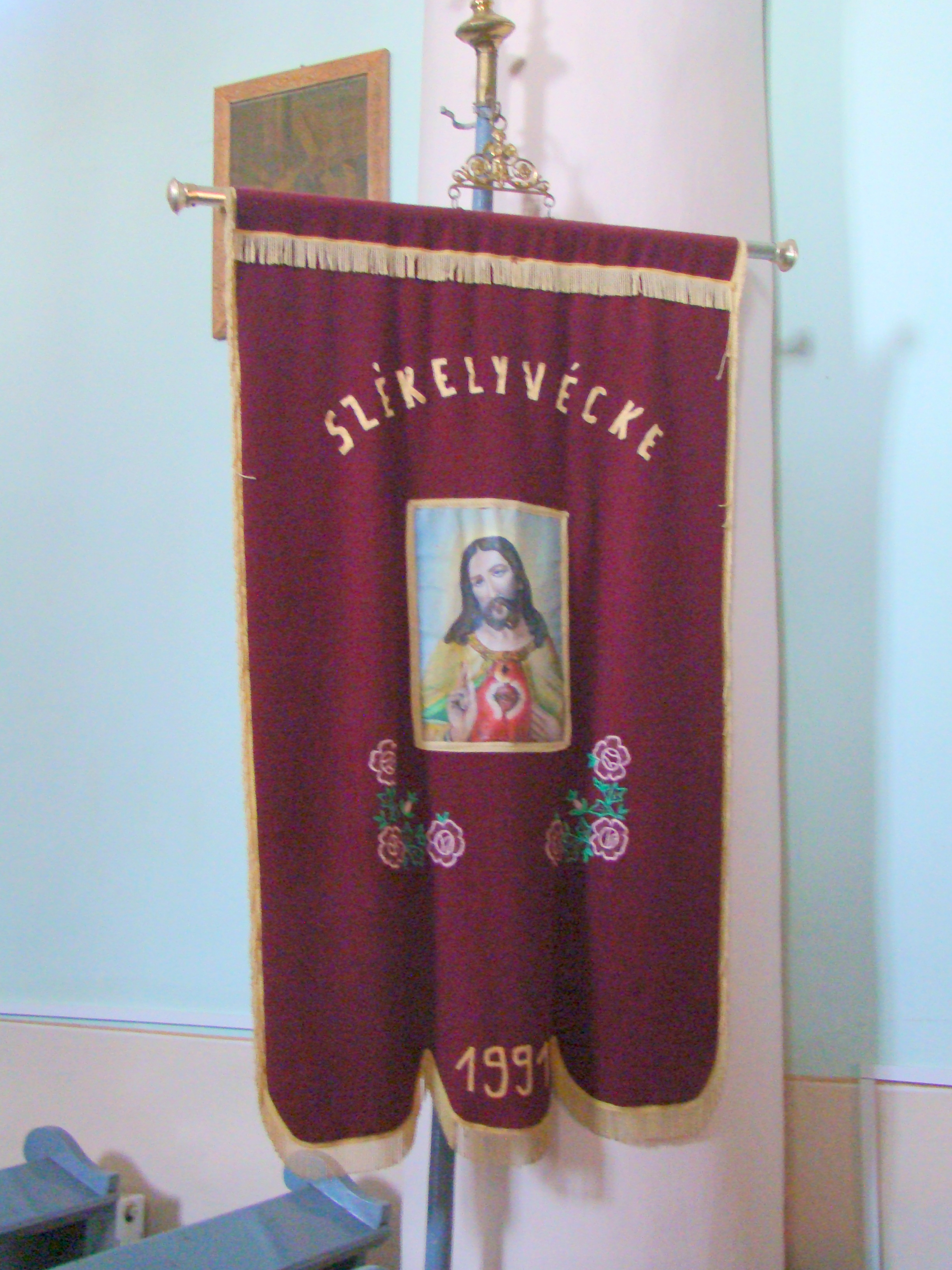

## Vezi și
- Vețca, Mureș